# Перл Ривер (Њујорк)
Перл Ривер (енгл. Pearl River) насељено је место без административног статуса у америчкој савезној држави Њујорк.

## Демографија
По попису из 2010. године број становника је 15.876, што је 323 (2,1%) становника више него 2000. године.
| Група             | 2000.          | 2010.          |
| Белци             | 14.366 (92,4%) | 13.891 (87,5%) |
| Афроамериканци    | 61 (0,4%)      | 122 (0,8%)     |
| Азијати           | 491 (3,2%)     | 607 (3,8%)     |
| Хиспаноамериканци | 535 (3,4%)     | 1.107 (7,0%)   |
| Укупно            | 15.553         | 15.876         |